# Amal Bourquia
Amal Bourquia est médecin spécialiste de la néphrologie, professeure d'université, auteure et experte marocaine en éthique. Le magazine Challenge la sélectionne en 2022 parmi les « 50 femmes inspirantes qui font bouger les lignes ».
Elle est l'autrice de 12 ouvrages sur la néphrologie.

## Biographie
Née en 1958, Amal Bourquia obtient un bac en sciences expérimentales, avant de suivre des études à la Faculté de médecine et de pharmacie de Rabat puis à celle de Casablanca. Elle se spécialise en  néphrologie, formée à  l'Université René Descartes.
Elle contribue au développement de nombreux programmes thérapeutiques notamment contre l'hémodialyse aiguë et chronique et la dialyse péritonéale. Elle participe à la première opération de transplantation rénale réalisée par une équipe médicale marocaine en 1990, année où elle est nommée professeure agrégée en néphrologie à la Faculté de médecine et de pharmacie de Casablanca. Elle est la première femme à avoir le titre de professeure de néphrologie au Maroc.
En 1996 elle œuvre à l'ouverture du premier centre public de dialyse du Maroc et d'Afrique. Cependant ce centre ferme peu de temps après son inauguration pour une affaire de procédures administratives,,
Elle quitte cette même année 1996 la fonction publique et ouvre son propre centre de dialyse à Casablanca. Considérant que l'État seul ne peut lutter contre les complications et problématiques d'ordre sanitaires, financières et sociales que posent les maladies rénales, surtout chroniques, aussi bien pour les patients que pour leurs familles, elle entreprend des actions de sensibilisation et anime des conférences. En 1999, elle participe à l'organisation du premier congrès national de néphrologie, qui réunit tous les spécialistes et experts en néphrologie du pays. Elle initie la journée mondiale du rein au Maroc, et instaure la semaine du rein,,,.
En 2004, elle fonde l'association Reins, l'association marocaine des maladies du rein, qui outre l'accompagnement et la prise en charge des malades défavorisés, promeut le don et la greffe d'organes au Maroc. La même année elle coécrit le Guide africain de néphrologie pédiatrique devenu référence en matière de traitement des maladies rénales chez l'enfant en Afrique. Depuis 2005, et grâce à une convention avec la Fondation Mohammed V pour la solidarité, elle organise des caravanes médicales de dépistages et d'apports de soins, dans les zones recluses du pays. Elle suit la formation des formateurs en éthique de la santé, droits de l'homme et morale, dispensée par l'Université Paris VI, et devient membre de l'observatoire mondial d'éthique de l'UNESCO. Elle préside le réseau francophone de néphrologie pédiatrique, elle est membre de la société marocaine des maladies rénales, dont elle a assuré la première présidence, membre de l'Association médicale mondiale et représentante de l'Afrique au sein de l'association internationale de néphrologie pédiatrique, elle a représenté le Maroc au conseil d'administration de la Société française de néphrologie, elle est aussi conférencière et consultante en éthique et bioéthique,,,.

## Ouvrages
- 99 réponses à la maladie rénale (ISBN 978-9954-9062-2-4 et 9954-9062-2-3, OCLC 929598001).
- La dialyse et la greffe rénale : Étude de pharmaco-économie, Maroc, Éditions Espace santé, 1995.
- Faire face à l'insuffisance rénale chronique, Maroc, 1995.
- La dialyse au Maroc : Réalités et perspectives, Éditions Consulting, 1997 (ISBN 9981-894-11-7 et 978-9981-894-11-2, OCLC 41232539).
- Plaidoyer pour la transplantation rénale au Maroc, Maroc, Éditions Espace santé, 2004 (lire en ligne).
- La vie après la perte des reins, Maroc, 2006, 115 p..
- Regard éthique : Greffe rénale au Maroc, Maroc, 2017.
- Le don et la transplantation d'organes  : Quel espoir ?, Maroc, 2022 (ISBN 978-9954-9062-8-6).